# Relações entre Malásia e Singapura
As relações entre Malásia e Singapura referem-se às relações bilaterais entre os dois países, Malásia e Singapura, após a separação de Singapura da Federação da Malásia em 1965. Singapura tem uma alta comissão em Kuala Lumpur e um consulado geral em Johor Bahru, enquanto a Malásia possui uma alta comissão em Singapura. Ambos os países são membros de pleno direito da Commonwealth of Nations e da ASEAN.

## Cinco Acordos de Força de Defesa
Singapura e Malásia fazem parte do Cinco Acordos de Força de Defesa, juntamente com a Nova Zelândia, a Austrália e o Reino Unido. Ambos os lados, juntamente com a Indonésia, ajudam-se mutuamente a responder às ameaças da Jemaah Islamiyah (JI).

## Comércio
Em 2015, Singapura é o maior parceiro comercial da Malásia, com importações e exportações totalizando aproximadamente US$28 bilhões.  Por outro lado, o maior parceiro comercial de Singapura é a China, seguida por Hong Kong e pela Malásia, respectivamente. 

## Disputas
Desde a expulsão de Singapura da Federação em 1965, várias outras diferenças se desenvolveram entre Singapura e Malásia, incluindo uma disputa sobre os preços da água (nos termos dos acordos de água de 1961 e 1962) e a posse de Pedra Branca, uma ilha ao largo da costa de Johor.